# Polytrichadelphus trianae
Polytrichadelphus trianae là một loài rêu trong họ Polytrichaceae. Loài này được (Müll. Hal.) Mitt. mô tả khoa học đầu tiên năm 1869.